# Miguel Muñoz
Miguel Muñoz Mozún (19. ledna 1922 Madrid – 16. července 1990 Madrid) byl španělský fotbalista a fotbalový trenér.
Hrál na pozici záložníka a většinu hráčské kariéry strávil v Realu Madrid, kde vyhrál jako hráč 3× Pohár mistrů, 4× španělskou ligu a 2× Latinský pohár.
Jako trenér Realu Madrid vyhrál 2× Pohár mistrů, 9× španělskou ligu a 1× Interkontinentální pohár. Jako trenér španělské reprezentace získal stříbro na Euru 1984.

## Hráčská kariéra
Muñoz hrál na začátku profesionální kariéry za CD Logroñés, Racing de Santander a Celtu Vigo. V roce 1948 přestoupil společně s Pahiñem do Realu Madrid. V Realu vyhrál 4× španělskou ligu, 2× Latinský pohár a především první 3 ročníky Poháru mistrů (v letech 1956, 1957 a 1958). V reprezentaci odehrál 7 zápasů.

## Trenérská kariéra
V Realu začal Muñoz záhy po skončení hráčské kariéry trénovat. Vyhrál s ním 2× Pohár mistrů (v letech 1960 a 1966) a navíc byl ještě 2× ve finále (v letech 1962 a 1964). Poslední účast ve finále evropských pohárů pak byla v Poháru vítězů pohárů v roce 1971. V roce 1960 vyhrál premiérový ročník Interkontinentálního poháru. Na domácí scéně vyhrál 9× ligu a 2× pohár.
Následovala angažmá v Granadě, Las Palmas a Seville.
Po neúspěšném domácím mistrovství světa v roce 1982 se stal Muñoz trenérem španělské reprezentace. Na Euru 1984 došel tým až do finále, kde prohrál s domácí Francií 0:2. Na MS 1986 vypadlo Španělsko ve čtvrtfinále na penalty proti Belgii. Na Euru 1988 tým nepostoupil ze skupiny.

## Úspěchy

### Hráč
Real Madrid
- La Liga (4): 1953/54, 1954/55, 1956/57, 1957/58
- Pohár mistrů (3): 1955/56, 1956/57, 1957/58
- Latinský pohár (2): 1955, 1957

### Trenér
Real Madrid
- La Liga (9): 1960/61, 1961/62, 1962/63, 1963/64, 1964/65, 1966/67, 1967/68, 1968/69, 1971/72
- Copa del Rey (2): 1961/62, 1969/70
- Pohár mistrů (2): 1959/60, 1965/66
- Interkontinentální pohár (1): 1960

Španělsko
- Mistrovství Evropy ve fotbale: 2. místo 1984

### Individuální
- 14. nejlepší fotbalový trenér všech dob podle France Football: 2019[1]